# Nemoura auberti
Nemoura auberti är en bäcksländeart som beskrevs av Peter Zwick 1977. Nemoura auberti ingår i släktet Nemoura och familjen kryssbäcksländor. Inga underarter finns listade i Catalogue of Life.